# Rosquilleta
La rosquilleta (en plural, rosquilletas) o pan de pipas es un pan alargado, parecido a los grisines italianos, típicos de la Comunidad Valenciana (España). Se hacen con harina, aceite, agua, levadura y sal, además de pequeñas semillas.
Una de sus características es que tienen que ser crujientes para valorar más su sabor, de forma que las elaboradas por los hornos se suelen hornear casi diariamente; por esta razón algunos fabricantes añaden a la masa un poco de vinagre.
Existen diferentes variedades, desde las clásicas (con anisetes), a las actuales variedades con algas, queso, quinoa, cacao, etc. Otra variedad son las conocidas como "saladitos", que son una rosquilleta que presentan sal a su alrededor.

## Historia
Realmente no se puede documentar el origen de este alimento. Posiblemente se remonten a la aparición de los hornos en la Comunidad Valenciana.
Su fabricación industrializada se data de finales de los años 60 de siglo XX, cuando empresas como Velarte empiezan la producción en serie de este producto hasta este momento de carácter artesanal.
En la actualidad la empresa Velarte fabrican unos 40 millones de paquetes al año y exportan el 25 % de su producción.

Otra empresa productora de rosquilletas es Anitín, fundada el 1994 por Agustín Blay a partir de un horno que sus abuelos Manolo Soriano y Anita Martí crearon a Alberique, primero, y en Benimuslem, después, en la década de 1930; con sede a Carlet y con cuatro fábricas. En 2018 la empresa superó la barrera de los 61 millones de euros de cifra de negocio (61.420.000), un 3,66 % más que el año anterior, según consta en el registro mercantil.

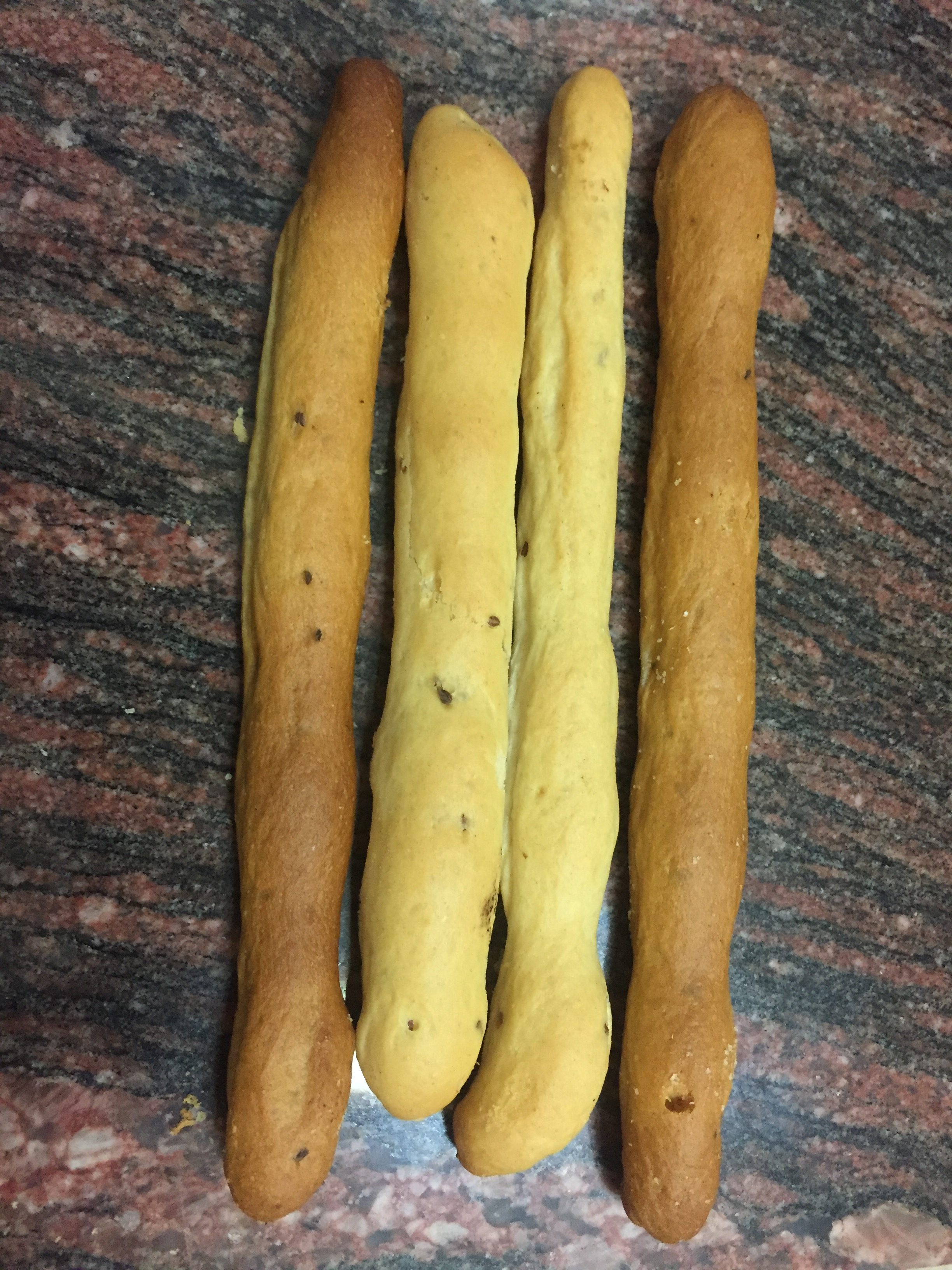
Rosquilletas con anisitos
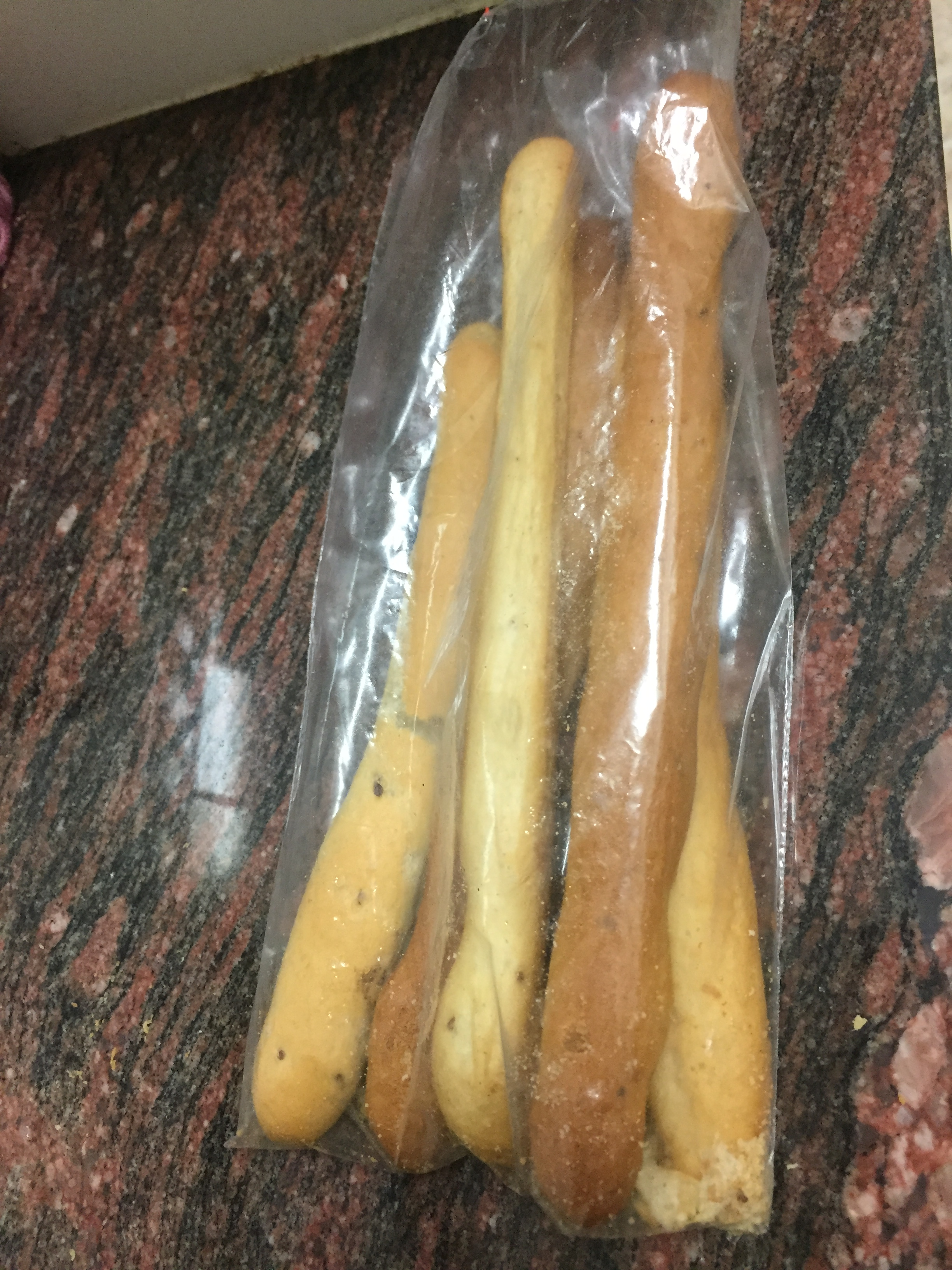
Las rosquilletas envasadas normalmente en bolsas de plástico para mantenerlas crujientes.
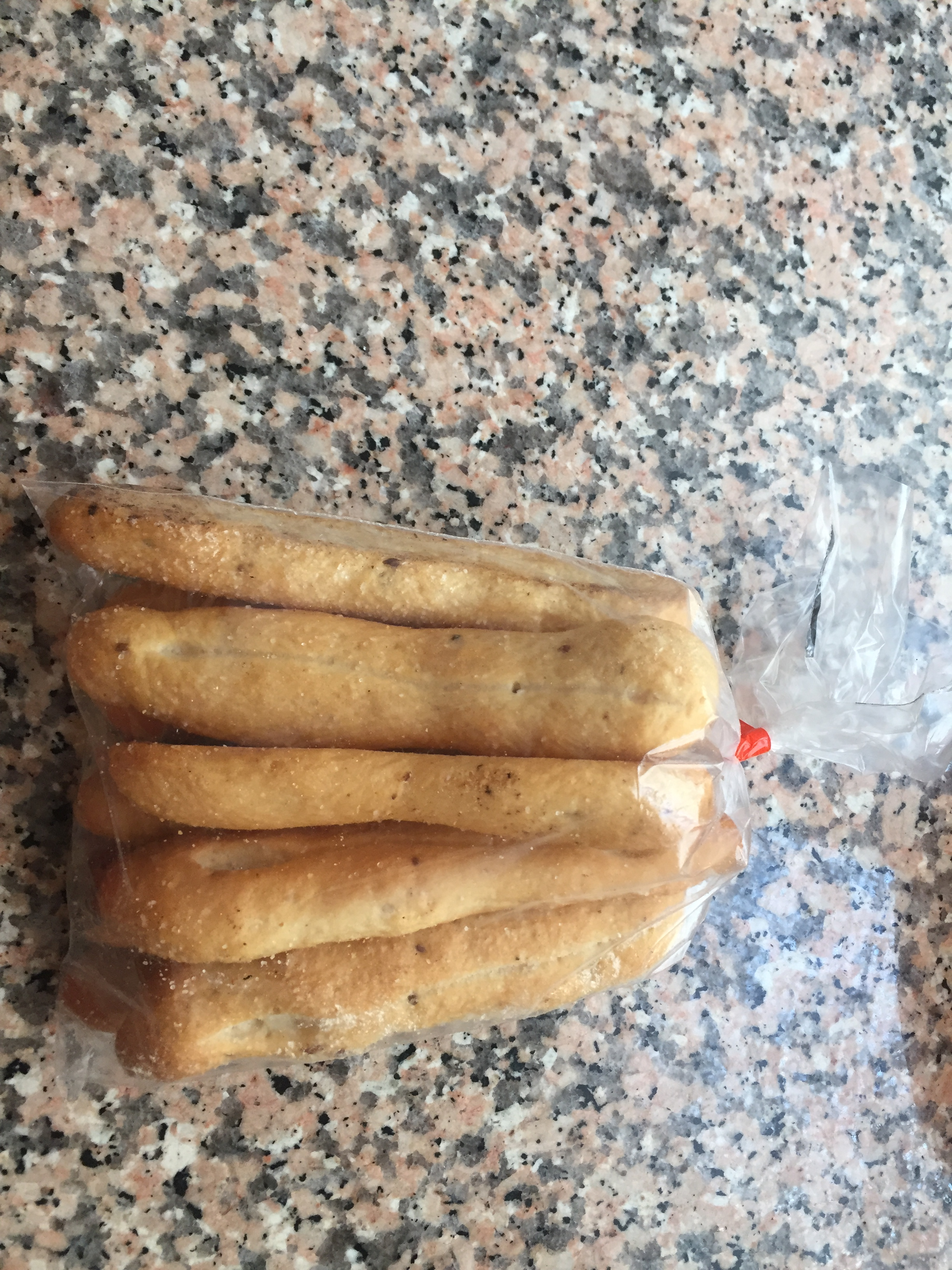
Paquete de saladitos
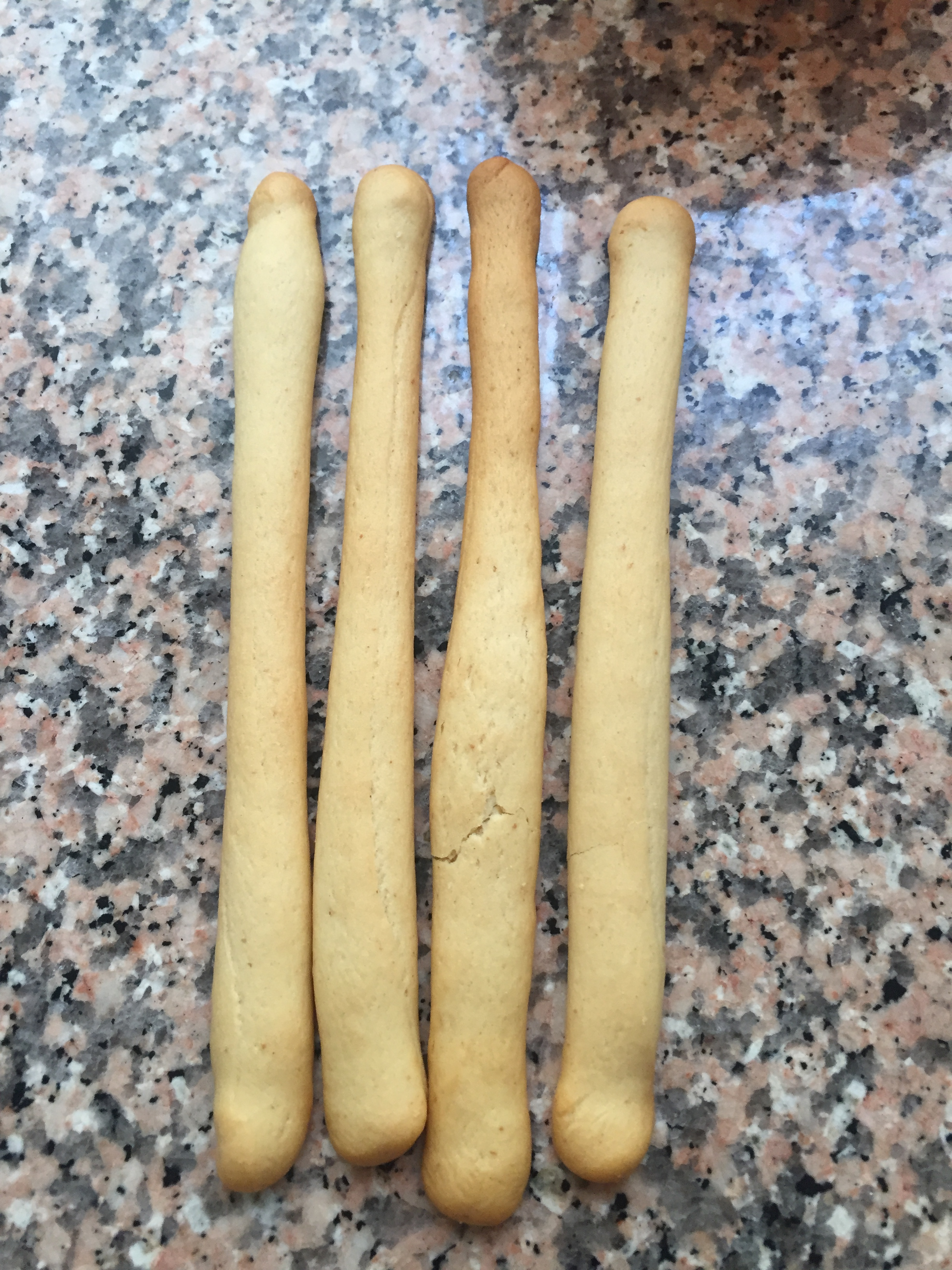
Rosquilletas tradicionales sin anisitos

## Elaboración

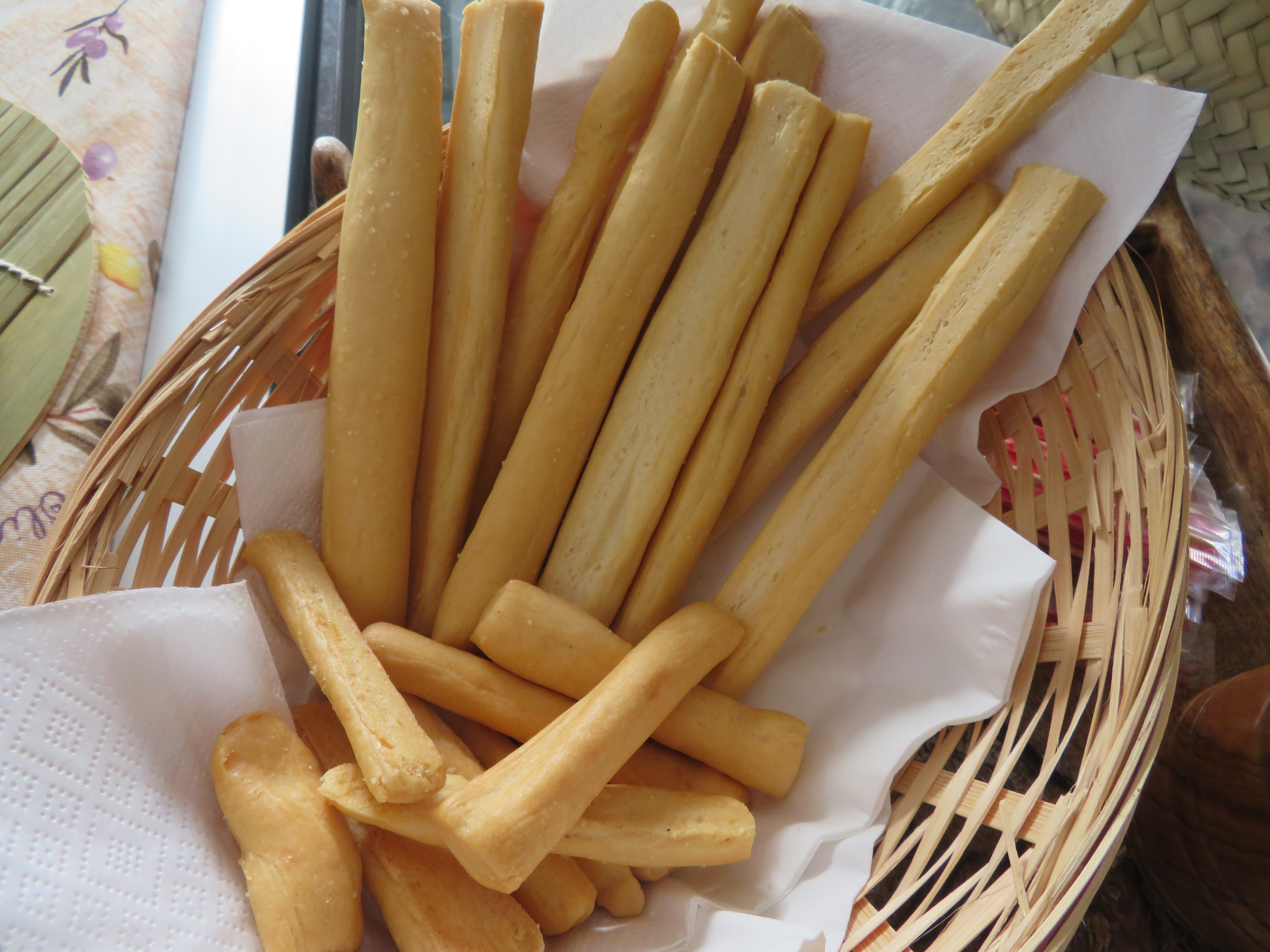
Rosquilletas valencianas

Las rosquilletas son de fácil elaboración, y se puede  hacer incluso en casa. Los ingredientes básicos que lleva son  harina, aceite, agua y sal, se puede añadir levadura. La levadura se hidrata y se mezcla con los demás ingredientes. Luego se amasa y se elaboran tiras las cuales se decoran con las semillas y finalmente se hornean.